# Акацієво
Ака́цієво (болг. Акациево) — село у Видинській області Болгарії. Входить до складу общини Видин.

## Населення
За даними перепису населення 2011 року у селі проживали 100 осіб, усі — болгари.
Розподіл населення за віком у 2011 році:
Динаміка населення: